# Pexiora

Pexiora este o comună în departamentul Aude din sudul Franței. În 1 ianuarie 2022 avea o populație de 1.264 de locuitori.